# Artur Ryabokobylenko
Bản mẫu:Eastern Slavic name
Artur Andreyevich Ryabokobylenko (tiếng Nga: Артур Андреевич Рябокобыленко; sinh ngày 5 tháng 4 năm 1991) là một cầu thủ bóng đá người Nga. Anh thi đấu cho FC Tyumen.

## Sự nghiệp câu lạc bộ
Anh ra mắt tại Giải bóng đá ngoại hạng Nga cho F.K. Amkar Perm vào ngày 14 tháng 4 năm 2012 trong trận đấu với F.K. Krylia Sovetov Samara.